# Madagaskar na zimowych igrzyskach olimpijskich
Madagaskar na zimowych igrzyskach olimpijskich – występy reprezentacji Madagaskaru na zimowych igrzyskach olimpijskich.
Madagaskar dwukrotnie wysłał jednoosobową reprezentację na zimowe igrzyska olimpijskie. Debiut tego kraju w zimowej edycji igrzysk nastąpił w 2006 roku, podczas igrzysk w Turynie. Wówczas w reprezentacji znalazł się narciarz alpejski Mathieu Razanakolona. Wystąpił w dwóch konkurencjach alpejskich – zajął 39. miejsce w slalomie gigancie, a w slalomie nie został sklasyfikowany (nie ukończył pierwszego przejazdu). Po raz drugi reprezentacja Madagaskaru na zimowych igrzyskach pojawiła się w 2018 roku, podczas igrzysk w Pjongczangu. Kraj reprezentowała wówczas Mialitiana Clerc, która również wystąpiła w narciarstwie alpejskim – była 47. w slalomie i 48. w slalomie gigancie.

## Występy na poszczególnych igrzyskach
| Igrzyska        | Rozmiar reprezentacji | Rozmiar reprezentacji | Rozmiar reprezentacji | Rozmiar reprezentacji | Zdobyte medale | Zdobyte medale | Zdobyte medale | Zdobyte medale | Źr.   |
| Igrzyska        | Mężczyźni             | Kobiety               | Razem                 | Dyscypliny            | Złote          | Srebrne        | Brązowe        | Razem          | Źr.   |
| --------------- | --------------------- | --------------------- | --------------------- | --------------------- | -------------- | -------------- | -------------- | -------------- | ----- |
| Turyn 2006      | 1                     | –                     | 1                     | 1                     | –              | –              | –              | –              | [ 2 ] |
| Pjongczang 2018 | –                     | 1                     | 1                     | 1                     | –              | –              | –              | –              | [ 5 ] |

## Wyniki reprezentantów Madagaskaru
| Igrzyska        | Zawodnik             | Dyscyplina            | Konkurencja   | Wynik   | Wynik   |
| Igrzyska        | Zawodnik             | Dyscyplina            | Konkurencja   | Czas    | Miejsce |
| --------------- | -------------------- | --------------------- | ------------- | ------- | ------- |
| Turyn 2006      | Mathieu Razanakolona | narciarstwo alpejskie | slalom gigant | 3:06,43 | 39.     |
| Turyn 2006      | Mathieu Razanakolona | narciarstwo alpejskie | slalom        | DNF     | –       |
| Pjongczang 2018 | Mialitiana Clerc     | narciarstwo alpejskie | slalom gigant | 2:39,00 | 48.     |
| Pjongczang 2018 | Mialitiana Clerc     | narciarstwo alpejskie | slalom        | 2:00,27 | 47.     |